# راش ژاپنی
راش ژاپنی (نام علمی: Fagus crenata) نام یک گونه از سرده راش است.